# Hogna nychthemera
Hogna nychthemera là một loài nhện trong họ Lycosidae.
Loài này thuộc chi Hogna. Hogna nychthemera được Philip Bertkau miêu tả năm 1880.